# MME U880

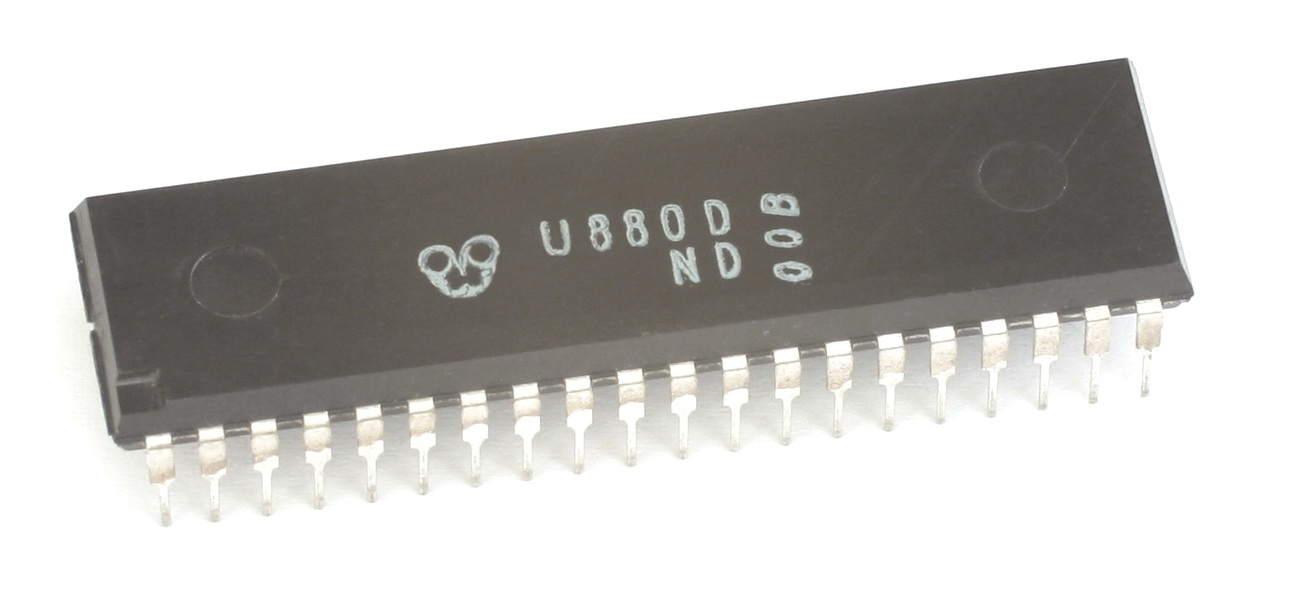
CPU U880D (後にUB880に改名された).

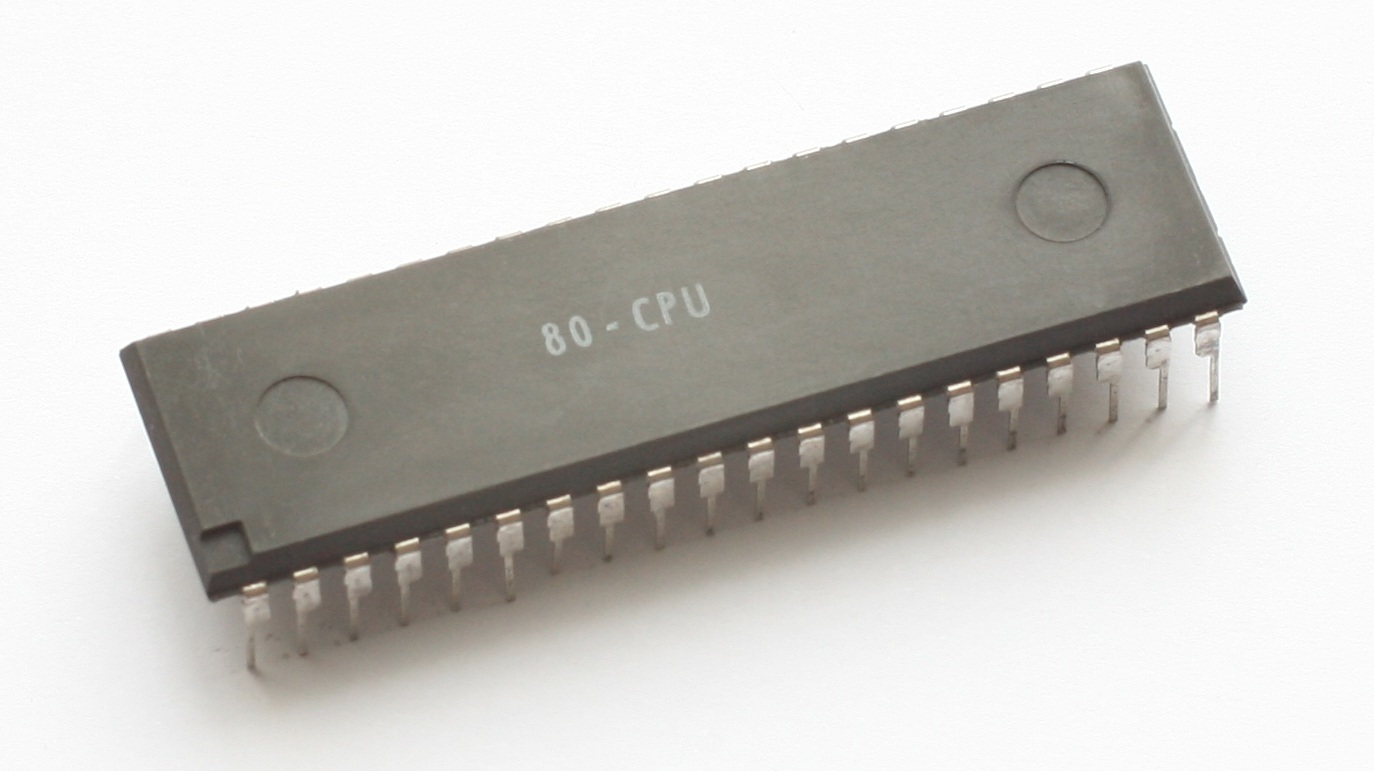
KME 80-CPU (UB880).

U880は、ドイツ民主共和国で設計・開発・製造された8ビット マイクロプロセッサである。Z80に類似している。NMOS 論理技術で製造され、DIL40パッケージに収められた。
U880 CPUは1980年から1989年の間に(VEB Mikroelektronik "Wilhelm Pieck" Mühlhausenで製造された)KC 85/2、KC 85/3とKC 85/4 コンピュータ、(VEB Robotron-Elektronik Riesaで製造された)Z1013、ロボトロン A 5120、PC1715と同様に他の東ドイツの事務用と愛好家用のコンピュータで使用された。
当時よくあった、ベストセラーのZ80の類似品で、ザイログと正規に契約を結んでいない「海賊版」に属するうちのひとつである。また正規非正規を問わず、完全なクローンもあれば多数の異なる仕様があるものもあったがこの石は後者で、OUTI命令内(L goes zero使用時)のCYフラグの設定や隠されたバスレジスターの文書化されていないF3やF5フラグの振る舞いがオリジナルとは異なる。 ロシアのКР1858ВМ1チップの動作はU880と同じである。
U880はVEB Mikroelektronik "Karl Marx" (エアフルト)によって設計・開発・製造された。端子の配置や機能は同様に開発されたCMOSのプロセッサーシステムであるU84C00と互換性がある。
原型のZ80シリーズに相当する多様なUB880があり、UA880はZ80A CPUに相当し、VB880は産業用として作動温度領域が(-25℃から +85℃に)拡大された仕様の派生型である。軍用のU880は"MEK 4"とのマークが追加される。
ザイログ社の周辺回路を構成するチップはPIO (U 855), SIO (U 856), CTC (U 857), DMA (直接メモリーアクセス) (U 858) と DART (U 8563) も同様に生産された。